# Grubeejerens Død
Grubeejerens Død er en dansk stumfilm fra 1916 med instruktion og manuskript af George Schnéevoigt.

## Handling
Denne artikel mangler et handlingsreferat. Hjælp os med at skrive det.

## Medvirkende
- Robert Schyberg - Grubeejer Werner
- Alf Blütecher - Alf, grubeejerens søn
- Franz Skondrup - Hard, formand
- Alma Hinding - Erna, Hards datter
- Erik Holberg - Ingeniør Rung
- Peter Jørgensen